# Lophosceles hians
Lophosceles hians är en tvåvingeart som först beskrevs av Zetterstedt 1838.  Lophosceles hians ingår i släktet Lophosceles och familjen husflugor. Arten är reproducerande i Sverige. Inga underarter finns listade i Catalogue of Life.